# Rain (Terence Trent D'Arby)
Rain is een nummer van de Amerikaanse zanger Terence Trent D'Arby uit 1988. Het is de vijfde en laatste single van zijn debuutalbum Introducing the Hardline According to Terence Trent D'Arby.
Het nummer werd enkel een hit in Nederland. Het behaalde een bescheiden 23e positie in de Nederlandse Top 40.